# Hemikryptofyt
Hemikryptofyt is een levensvorm van tweejarige of vaste plant met de knoppen op of iets onder de grond, zodat ze worden beschermd door de strooisellaag. De knoppen bevinden zich vaak in basale delen van scheuten van het voorgaande jaar. Zo kunnen de planten een ongunstige periode, zoals een winter, hete zomer of periode met schaduw, overleven.
De volgende subtypen kunnen worden onderscheiden:
- rozetplanten, deze hebben een zeer verkorte stengel en een bladrozet
- polvormende planten
- rechtopstaande en opstijgende planten

Krulzuring is bijvoorbeeld een hemikryptofyt.
De meeste overblijvende kruidachtigen die leven in een gematigd klimaat zijn geofyten. Zij hebben de knoppen onder de grond.